# Listwa przypodłogowa

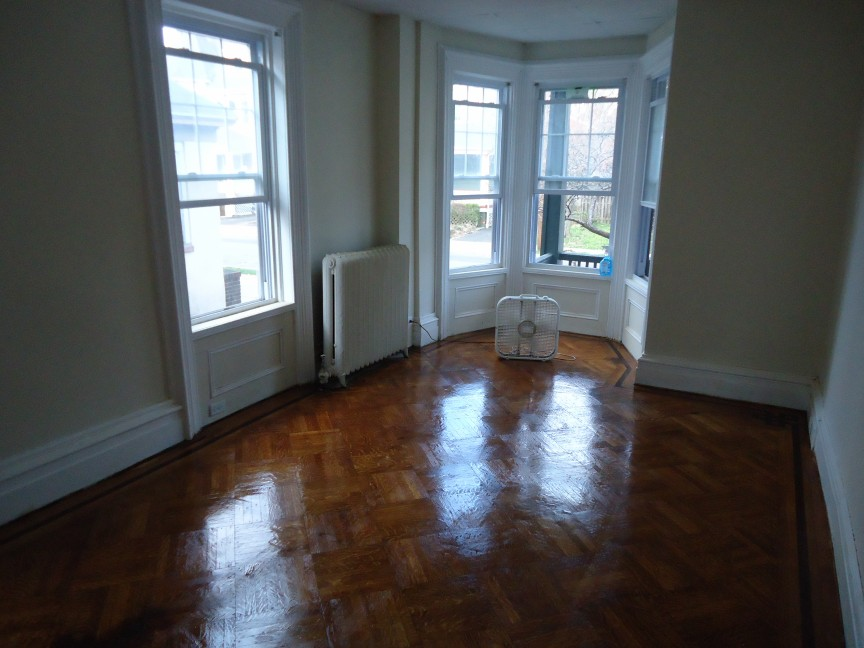
Wysoki dekoracyjny cokół z drewna, płyty MDF lub tworzywa sztucznego chroni ściany przed uszkodzeniem lub zabrudzeniem, a także ogranicza ilość kurzu w szczelinach

Listwa przypodłogowa (także podłogowa lub cokół) – element dekoracyjny służący zamaskowaniu miejsca łączenia podłogi i ścian. Mocowana jest do najniższej części ścian wewnętrznych w pomieszczeniach. Listwy zakrywają szczeliny powstałe przy brzegach podłogi (końcówki parkietu czy paneli, brzegi wykładziny, szczeliny dylatacyjne itp.), co ma znaczenie tyleż estetyczne, co praktyczne, bowiem ogranicza zbieranie się w szczelinach brudu i kurzu. Chroni także dolne partie ścian przed uszkodzeniami mechanicznymi lub zabrudzeniem. Często pełni także funkcję dekoracyjną.
Cokoły wykonuje się z drewna, tworzyw sztucznych (MDF, PCW i inne), płytek ceramicznych lub z metalu (stal nierdzewna i aluminium). W tym samym celu wykorzystywane bywają również ćwierćwałki.